# Lon McCallister
Herbert Alonzo McCallister, connu sous le nom de Lon McCallister, est un acteur américain né le 17 avril 1923 à Los Angeles, Californie (États-Unis), mort le 11 juin 2005 à South Lake Tahoe (Californie).

## Biographie
Herbert Alonzo McCallister est né le 17 avril 1923 à Los Angeles. Il commence à apparaître dans les films dès l'âge de 13 ans. À 20 ans, durant la Seconde Guerre mondiale, il apparaît dans la pièce Le Cabaret des étoiles 1943, où il joue le personnage d'un soldat
avec l'actrice et productrice de théâtre, Katharine Cornell. Plus tard, McCallister tient finalement le rôle principal dans plus de huit films. Généralement il joue des jeunes hommes adolescents de la campagne. L'acteur, Lon McCallister, est associé à des rôles de type «le garçon d'à côté » expression utilisée: «The Boy Next Door » et tient la vedette dans plusieurs films des rôles dit « familial » durant la période des années 1940. Il obtient un rôle plus important avec le personnage Sparke dans la comédie Le Jockey de l'amour avec Walter Brennan. En 1947, il apparaît aux côtés d'Edward G. Robinson dans La Maison rouge et l'année suivante en 1948 tourne avec Shirley Temple dans The Story of Seabiscuit    film sorti en 1949.

## Célébrité
À 20 ans, il se rendit célèbre durant la Seconde Guerre mondiale dans le film Le Cabaret des étoiles 1943 (nommé pour 2 oscars), où il a joué une étoile militaire aux côtés de l'actrice de théâtre Katharine Cornell. Le  Los Angeles Times  a déclaré qu'il avait volé la vedette dans le film avec "son sourire timide et craquant".
McCallister s'est précipité vers la gloire en jouant le rôle principal de Sparke dans le conte de courses de chevaux ''Home in Indiana'' (1944), avec également Walter Brennan et Jeanne Crain. Cela lui a conduit à un contrat de 7 ans avec 20th Century Fox. Il a suivi avec « Victoire ailée» »(1944) mais son élan de carrière a malheureusement été interrompu par le service militaire.
En grandissant et mesurant 5'6 "(1.67 metres), il a eu plutôt du mal à trouver des rôles de personnage d'âge adulte. Il est apparu avec Edward G. Robinsonen 1947 The Red House et a joué le rôle principal dans Thunder in the Valley (1947). De plus, il a soutenu l'actrice June Haver dans Bagarre pour une blonde (Scudda Hoo! Scudda Hay!) (1948, premiere apparition de Marilyn Monroe dans ce film).
McCallister avait le rôle principal dans une autre histoire d'animaux Le Chat sauvage (1949) et avec  sa co star Shirley Temple dans The Story of Seabiscuit (1949). Il a 
également tenu un role principal dans le film The Boy from Indiana (1950).

## Carrière post-acteur
En 1953, à l'âge de 30 ans, McCallister a pris sa retraite d'acteur. Plus tard, il est devenu un courtier immobilier prospère, tout comme son père, riche de ses investissements.
De plus, après sa retraite, il apparait dans deux séries télévisées, comme Coley Wilks en 1961 épisode "The Hostage" de l'ABC, et dans The Rebel , avec Nick Adams. Finalement, ses dernières apparitions seront en 1963 en tant que 'Willie' dans l'épisode "Triple Indemnity" de CBS sitcom, The New Phil Silvers Show .

## Vie personnelle
Selon Altfilm guide (voir Liens externes), McCalister a eu une idylle amoureuse avec l' acteur William Eythe pendant de nombreuses années, et ce, jusqu'à la mort de Eythe en 1957.
Lon McCallister est décédé d'une insuffisance cardiaque le 11 juin 2005 à l'âge de 82 ans dans la municipalité de South Lake Tahoe, du comté d'El Dorado, en Californie.

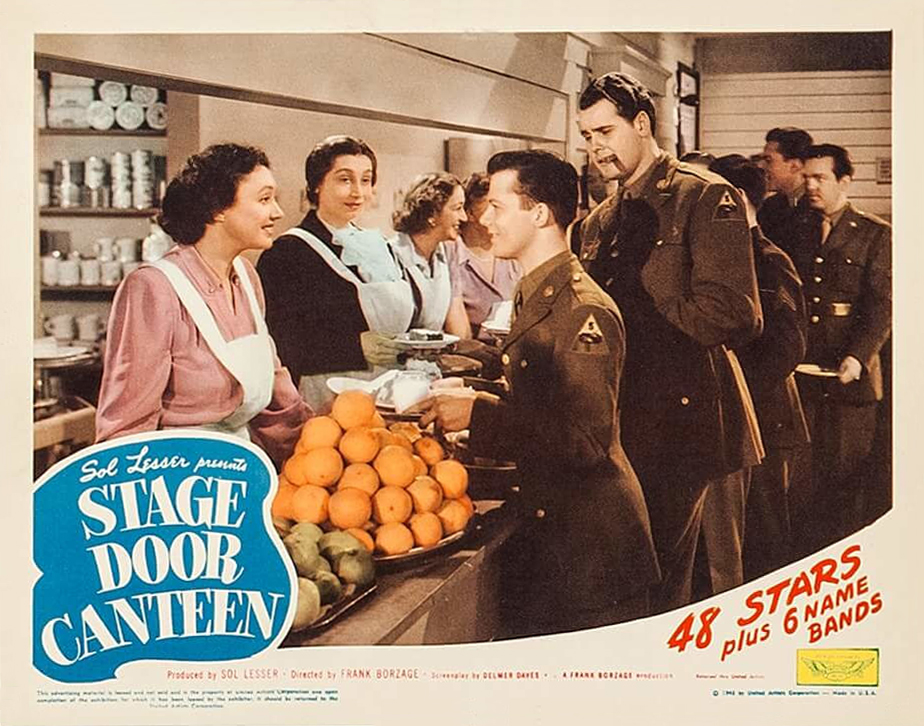
Lon McCallister (centre) avec Michael Harrison et Katharine Cornell dans Le Cabaret des étoiles: : California Jack Gil (1943)

## Filmographie
- 1936 : Chantons encore (Let's Sing Again) : Orphan
- 1936 : Roméo et Juliette
- 1937 : Internes Can't Take Money
- 1937 : Stella Dallas
- 1937 : Âmes à la mer (Souls at Sea)
- 1937 : Make a Wish
- 1938 : Les Aventures de Tom Sawyer (The Adventures of Tom Sawyer) : Schoolboy
- 1938 : Les Enfants du Juge Hardy (Judge Hardy's Children)
- 1938 : Barreaux blancs (Lord Jeff)
- 1938 : Cet âge ingrat (That Certain Age) d'Edward Ludwig :Billy
- 1938 : Little Tough Guys in Society
- 1939 : The Spirit of Culver: Cadet
- 1939 : Les Aveux d'un espion nazi (Confessions of a Nazi Spy)
- 1939 : The Angels Wash Their Faces
- 1939 : Place au rythme(Babes in Arms) : Boy
- 1939 : Premier Amour (First Love) : Boy at School
- 1939 : Joe and Ethel Turp Call on the President  de Robert B. Sinclair : Johnny
- 1940 : High School, de George Nichols Jr.
- 1940 : Suzanne et ses idées (Susan and God) : Party Guest
- 1941 : Henry Aldrich for President : Student
- 1941 : Dangerously They Live : Newsboy
- 1942 : Always in My Heart Always in My Heart de Jo Graham : Boy
- 1942 : La Glorieuse Parade (Yankee Doodle Dandy)
- 1942 : Spy Ship : Telegram Boy
- 1942 : Night in New Orleans : Boy in Car
- 1942 : That Other Woman : George
- 1942 : Gentleman Jim : Page boy
- 1942 : Quiet Please:, Murder : Freddie, the Stack Boy
- 1942 : Over My Dead Body : Jimmie
- 1943 : La Manière forte (The Hard Way) : Call Boy in Montage
- 1943 : The Meanest Man in the World de Sidney Lanfield : Man
- 1943 : Le Cabaret des étoiles (Stage Door Canteen) : California Jack Gilman
- 1944 : Le Jockey de l'amour (Home in Indiana) : 'Sparke' Thornton
- 1944 : La Victoire des ailes (Winged Victory) de George Cukor : Frankie Davis
- 1947 : La Maison rouge (The Red House) :
- 1947 : Tonnerre dans la vallée (Thunder in the Valley) de Louis King : David MacAdam
- 1948 : Bagarre pour une blonde (Scudda Hoo! Scudda Hay!) : Snug Dominy
- 1949 : Le Chat sauvage (The Big Cat) : Danny Turner
- 1949 : The Story of Seabiscuit : Ted Knowles, Jockey
- 1950 : The Boy from Indiana : Lon Decker
- 1951 : Un Américain en Corée (en) (A Yank in Korea) de Lew Landers :Andy Smith
- 1951 : Tales of Tomorrow (série tv)
- 1952 : Montana Territory : John Malvin
- 1953 : Combat Squad : Martin